# Gaggan (restaurant)
Gaggan est un restaurant dirigé par le chef Gaggan Anand, qui ouvre son restaurant éponyme  à Bangkok en Thaïlande en 2010. En 2018, il est nommé par la revue Restaurant comme le meilleur restaurant en Asie pour la quatrième année consécutive, et est classé au 7e rang dans la liste des 50 meilleurs restaurants du monde. Gaggan obtient 2 étoiles dans la première édition du guide Michelin Thaïlande en 2018.

## Description
Le restaurant a été ouvert à Bangkok (Thaïlande) en 2010, par le chef indien Gaggan Anand. Avant d'ouvrir Gaggan, Anand avait travaillé au restaurant gastronomique moléculaire triplement étoilé Michelin el Bulli en Espagne, alors consacré 5 fois comme le meilleur restaurant du monde. Le chef a incorporé des techniques similaires dans le menu de Gaggan, il a servi notamment une mousse de coriandre avec des brochettes de poulet au poivre vert dans un plat intitulé "Green with envie", ainsi qu'un plat intitulé "Beauty and the Beast" qui contient des pommes de terre farcies aux figues. Son objectif était de porter la cuisine indienne au même niveau de raffinement que d'autres styles de cuisine déjà réputées en Thaïlande telles que les cuisines françaises ou japonaises. 
Le restaurant est situé dans une ancienne maison de ville du XIXe siècle. Alors que la propriété était en cours de rénovation avant l'ouverture, les manifestations politiques thaïlandaises de 2010 ont eu lieu, faisant qu'Anand ne pouvait pas voir évoluer le restaurant pendant un certain temps. Le décor intérieur utilise des nuances de blanc et de beige, soulignés par des ajouts de néon violets et coussins indiens bigarrés. La salle à manger du restaurant s'étend sur deux étages dans une série de petites salles. Une des salles permet de profiter du spectacle de la cuisine au travers d'une large baie vitrée.
Autour d'une carte volumineuse, Gaggan sert des menus dégustation de 6, 10 et 15 plats. Il a créé en 2017 un menu de dégustation de 25 plats sans intitulés, seulement des emoji qu'Anand décrit comme « un moyen de transcender les barrières linguistiques ».

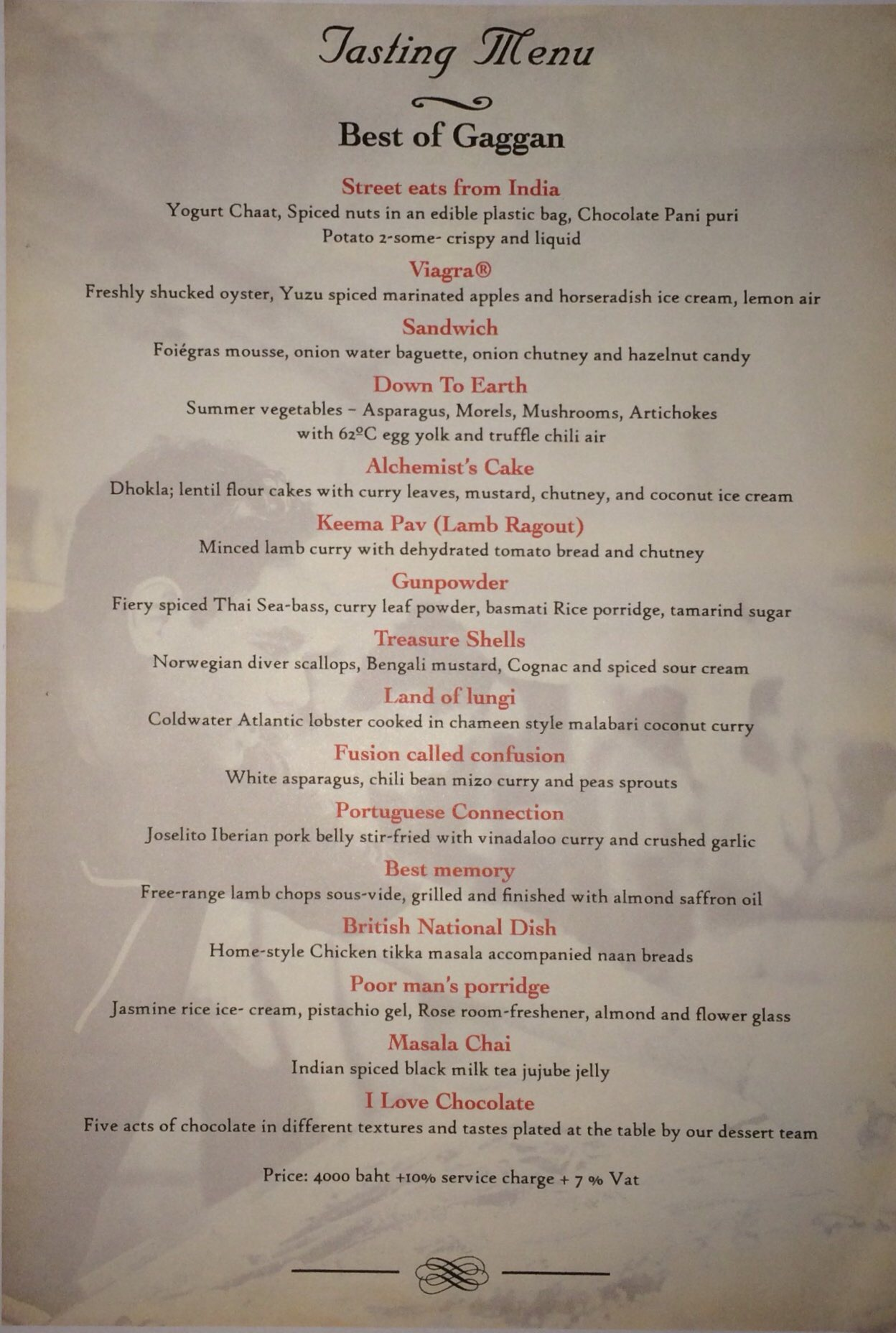
degustation menu best of gaggan 2015

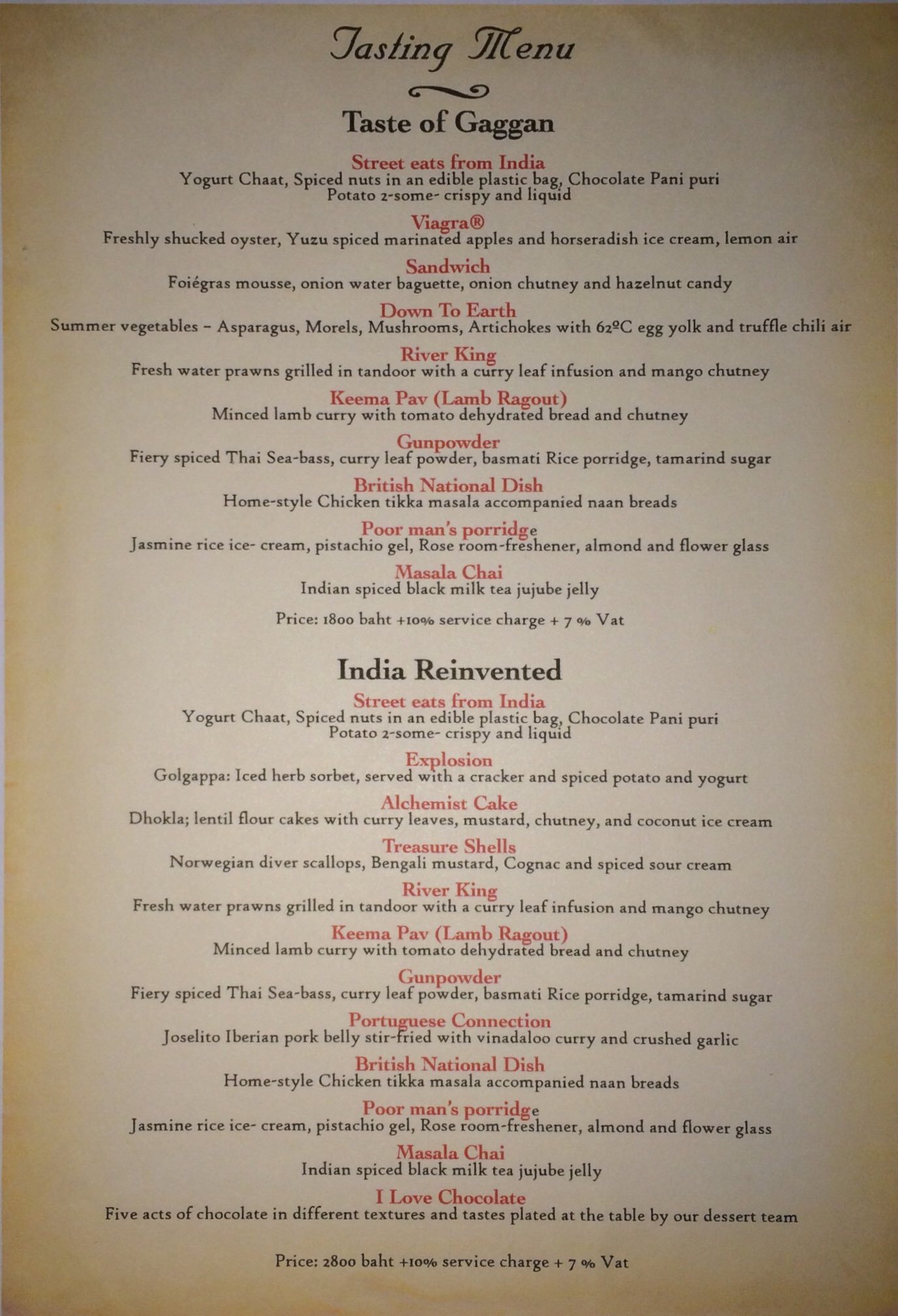
Tasting menus "taste of Gaggan" "India reinvented" 2015

## Reconnaissance et titres
La première édition du Guide Michelin Thaïlande en 2018 mentionne 98 restaurants "remarqués" dont 16 étoilés. Un vrai évènement pour cette ville devenue en quelques années une Capitale de la gastronomie au même titre que Hong Kong, Singapour ou Tokyo. Gaggan est l'un des trois restaurants qui obtiennent 2 étoiles au guide Michelin en 2018. Le Normandie (Mandarin Oriental Hotel) et Mezzaluna (au 65e étage du Lebua Hotel) sont également distingué de deux étoiles.
Le restaurant a été classé 10e en 2015, 23e en 2016, 7e en 2017, 5e en 2018 et finalement 4e en 2019 dans la liste des 50 meilleurs restaurants du monde par la revue Restaurant, et reste le seul restaurant indien à être classé dans le top 50,,,. 
En 2015, 2016, 2017, 2018 et 2019, le restaurant a été nommé à la fois meilleur restaurant de Thaïlande et meilleur restaurant d'Asie dans la liste des 50 meilleurs restaurants asiatiques classés,,,. 
Anand et le restaurant Gaggan ont été présentés dans l'épisode 6 de la saison 2 dans Netflix de la série de documentaires Chef's Table et dans l'épisode 1 de la saison 1 de Netflix Somebody Feed Phil.

## Fermeture en 2019
Prévue initialement en 2020,  Gaggan ferme finalement le 24 août 2019 pour lancer un nouveau restaurant à Fukuoka au Japon avec son partenaire Takeshi Fukuyama, le thème s'appuiera sur les principes bouddhistes,.
Lors de l'annonce de la fermeture anticipée, Gaggan Anand a également détaillé des plans pour ouvrir un nouveau restaurant avec un espace plus intimiste à Bangkok d'ici octobre 2019. Dans le restaurant à venir, a-t-il écrit, sa fille sera l'actionnaire principal.